# 딸링찬

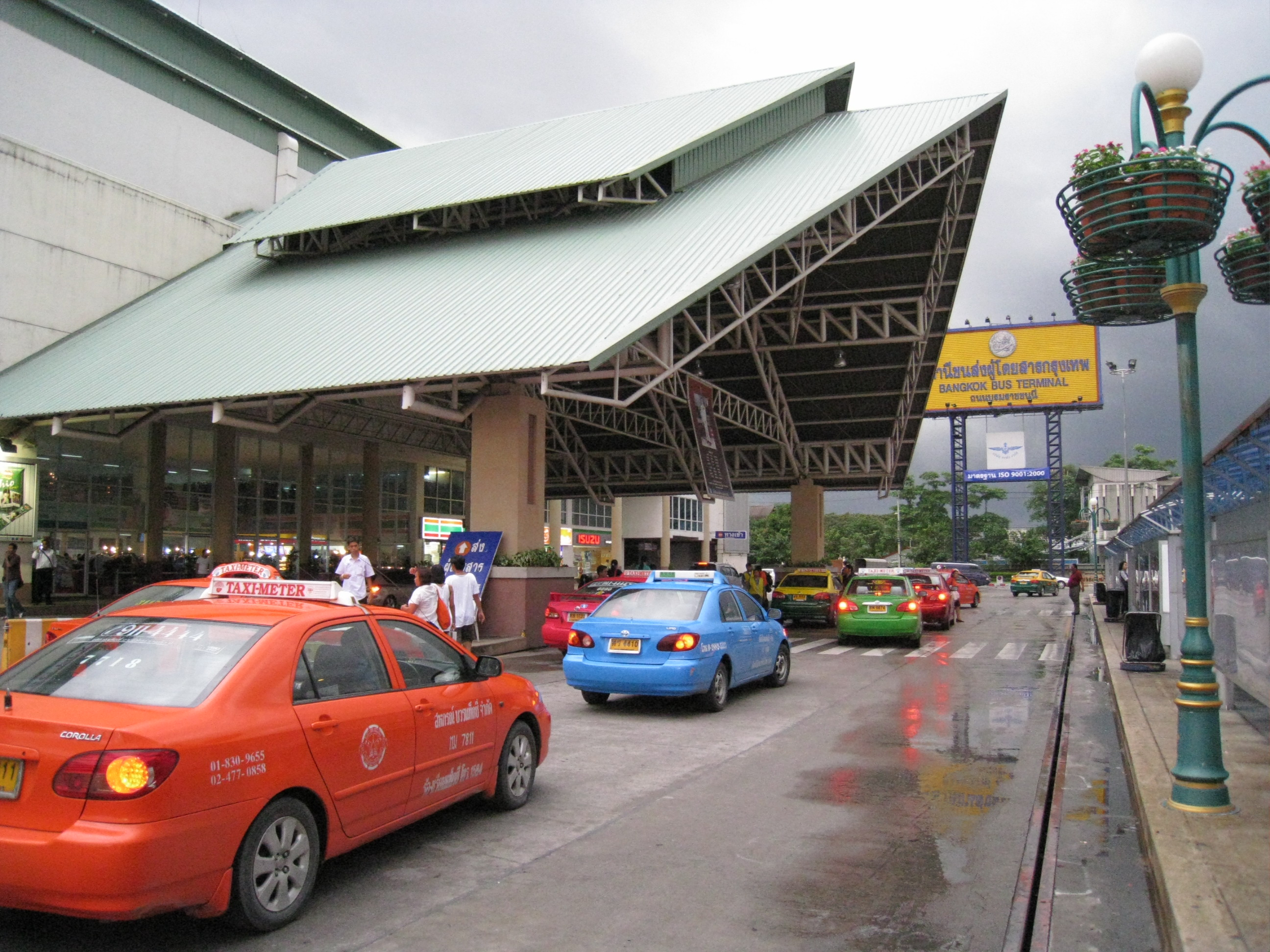

딸링찬은 방콕의 행정 구역이다. 이 지역의 총 인구 수는 2017년 기준으로 105299명이다. 인구 밀도는 3,572.00km2이다.

## 행정 구역
| 1. | Khlong Chak Phra | คลองชักพระ  |
| 2. | Taling Chan      | ตลิ่งชัน      |
| 3. | Chimphli         | ฉิมพลี       |
| 4. | Bang Phrom       | บางพรม     |
| 5. | Bang Ramat       | บางระมาด   |
| 6. | Bang Chueak Nang | บางเชือกหนัง |